# Palladio nativo
Il palladio nativo è un minerale composto da palladio ma contiene sempre una certa quantità di platino. È stato scoperto in Brasile agli inizi del XIX secolo, probabilmente nella zona di Bom Sucesso, Minas Gerais.

## Morfologia
Il palladio nativo generalmente si trova in natura sotto forma di granuli, a volte con una struttura radiale fibrosa; più raramente forma piccoli cristalli ottaedrici.

## Origine e giacitura
Il palladio nativo si forma come prodotto dell'ossidazione dei solfuri di palladio o come fase primaria nei giacimenti di platino.